# Zhengzhou Shaolin Auto Works
Zhengzhou Shaolin Auto Works ist ein Hersteller von Kraftfahrzeugen aus der Volksrepublik China.

## Unternehmensgeschichte
Das Unternehmen aus Zhengzhou begann 1983 mit der Produktion von Omnibussen. In den 1990er Jahren wurde es Teil der Nanjing Auto Industrial Group. Zu der Zeit entstanden jährlich etwa 5000 Fahrzeuge, darunter auch einige Personenkraftwagen. Der Markenname lautet Shaolin.

## Personenkraftwagen
Im Angebot standen nacheinander zwei Minivans. Den SLG 6320 gab es von 1993 bis 1996. Er bot Platz für fünf Personen. Das Fahrzeug war bei einem Radstand von 233 cm 320 cm lang, 165 cm breit und 159 cm hoch. Das Leergewicht war mit 960 kg angegeben. Zur Wahl standen ein Vierzylindermotor von Chongqing Jiangling Machinery Works mit 797 cm³ Hubraum und 26 kW Leistung sowie ein Dreizylindermotor mit 993 cm³ Hubraum und 35 kW Leistung.
Der Nachfolger SLG 6350 erschien 1997 und wurde im Folgejahr SLG 6351 genannt. Das Fahrzeug war trotz kürzeren Radstands von 220 cm mit 350 cm etwas länger. Breite und Höhe betrugen jeweils 165 cm. Es wog 945 kg. Ein Motor von Jiangling mit 970 cm³ Hubraum und 31,5 kW trieb die Fahrzeuge an. Der Erfolg am Markt war gering.

## Produktionszahlen
| Jahr | Produktionszahl SLG 6320 | Produktionszahl SLG 6350 | Produktionszahl SLG 6351 | Quelle |
| ---- | ------------------------ | ------------------------ | ------------------------ | ------ |
| 1993 | ?                        |                          |                          | [ 1 ]  |
| 1994 | 563                      |                          |                          | [ 1 ]  |
| 1995 | 883                      |                          |                          | [ 1 ]  |
| 1996 | 651                      |                          |                          | [ 1 ]  |
| 1997 |                          | 74                       |                          | [ 1 ]  |
| 1998 |                          |                          | 11                       | [ 1 ]  |